# Holophryidae
Famille
Synonymes
- Cryptocaryonidae

Les Holophryidae sont une famille de Ciliés de la classe des Prostomatea et de l’ordre des Prostomatida.

## Étymologie
Le nom de la famille vient du genre type Holophrya, composé de l'adjectif grec holo, « tout, entier, complet », et du suffixe phrya (du grec ancien οφρύς / ophrýs, « sourcil ⇒ cil ⇒ cilié »), littéralement « complètement cilié ».

## Description
Les Holophryidae ont une taille petite (< 80 µm) à grande (> 200 µm). Sa forme est ovoïde à cylindroïde. Ils vivent en nage libre. Leur ciliation somatique est holotriche (c'est-à-dire uniforme), souvent dense, parfois avec des cils caudaux. Leur région buccale est apicale ou subapicale, entourée de ciliature circummorale. Ils possèdent des extrusomes somatiques sous forme de mucocystes et des extrusomes buccaux sous forme de toxicystes. Ils ont une brosse structurée en de nombreux kinétofragments, avec des cinéties somatiques parallèles à la brosse, ou contiguës à la région de la brosse. Leur région buccale est apicale à subapicale, entourée de dicinétides circumorales. Leur macronoyau peut avoir diverses formes : globulaire, ellipsoïde, allongé et même en forme de ruban. Micronoyau et vacuole contractile sont présents. Leur cytoprocte n'a pas été observé.

## Habitat
Les Holophryidae vivent en milieu marin et en eau douce. Ce sont des charognards et des histophages qui parasitent certains poissons marins.

## Liste des genres
Selon GBIF (4 septembre 2024) :
- Bursella Schmidt, 1921
- Bursellopsis Corliss, 1960
- Crobylura André, 1914[4]
- Cryptocaryon Brown, 1951
- Holophrya Ehrenberg, 1831 - genre type
  - Espèce type : Holophrya ovum Ehrenberg, 1831[4]
- Myoschiston Jankowski, 1985[4]
- Pelagothrix Foissner, Berger & Schaumburg, 1999
- Pleurofragma Jankowski, 1976

Selon Lynn (2010)  :
- Holophrya Ehrenberg, 1831 : genre type
- Paraprorodon Foissner, 1983
- Pelagothrix Foissner, Berger, & Schaumberg, 1999
- Pleurofragma Jankowski, 1976[4]

Incertae sedis de la famille des Holophryidae
- Fundenia Vuxanovici, 1962

## Systématique
Le nom valide de ce taxon est Holophryidae Perty, 1852.

## Publication originale
- (de) Maximilian Perty, Zur Kenntnis kleinster Lebensformen nach Bau, Funktionen, Systematik : mit Spezialverzichniss der in der Schweiz beobachteten, Bern, 1852, 240 p..